# Pohulanka (Lwów)

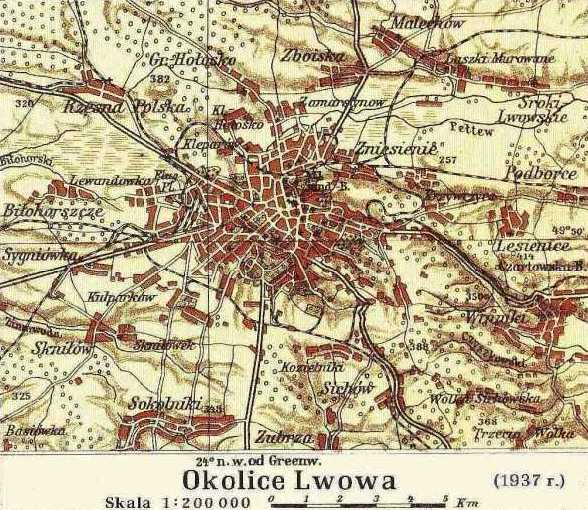
Okolice Lwowa, mapa topograficzna, 1937

Pohulanka (ukr. Погуля́нка) – dzielnica Lwowa, w rejonie łyczakowskim, położona na południowy wschód od Śródmieścia; pełni funkcje mieszkaniowe.